# Quah
| Recensione              | Giudizio        |
| ----------------------- | --------------- |
| AllMusic                | [ 1 ]           |
| Sputnikmusic            | 4.1 (Excellent) |
| Piero Scaruffi          | [ 3 ]           |
| Dizionario del Pop-Rock | [ 4 ]           |
| 24.000 dischi           | [ 5 ]           |

Quah è il primo album solista di Jorma Kaukonen, chitarrista degli Hot Tuna e dei Jefferson Airplane. È stato pubblicato nel 1974 e ristampato su CD nel 2003 con l'aggiunta di 4 brani.
Disco completamente acustico, Jorma Kaukonen si avvale della collaborazione (in soli due brani) dell'amico e cantante Tom Hobson, l'album contiene anche due brani composti dal bluesman Rev. Gary Davis oltre ad altre canzoni scritte dallo stesso Kaukonen ed una da Hobson.
Il suono è basato essenzialmente dall'estrosità della chitarra acustica di Kaukonen (in alcuni brani supportato da strumenti ad arco), un buon esempio della sua tecnica in fingerpicking.

## Tracce
Lato A
1. Genesis – 4:19 (Jorma Kaukonen) – Registrato il 14 febbraio 1973; sovraincisioni del 22 febbraio, 9 e 26 marzo, 17 aprile 1973
2. I'll Be All Right – 3:08 (Tradizionale, Rev. Gary Davis) – Registrato il 12 e 13 febbraio 1973; sovraincisioni del 19 marzo e 18 maggio 1973
3. Song for the North Star – 2:52 (Jorma Kaukonen) – Registrato il 20 marzo 1973; sovraincisioni del 26 marzo e 17 aprile 1973
4. I'll Let You Know Before I Leave – 2:17 (Jorma Kaukonen) – Registrato il 15 febbraio 1973; sovraincisioni del 26 febbraio e 5 marzo 1973
5. Flying Clouds – 4:07 (Jorma Kaukonen) – Registrato il 17 aprile 1973; sovraincisioni del 23 aprile e 21 maggio 1973
6. Another Man Done Gone – 2:54 (Ruby Pickens Tart, Vera Hall, John Lomax, Alan Lomax) – Registrato l'8 marzo 1973; sovraincisioni del 19 marzo 1973

Lato B
1. I Am the Light of This World – 3:46 (Rev. Gary Davis) – Registrato il 22 maggio 1973
2. Police Dog Blues – 3:45 (Blind Arthur Blake) – Registrato il 21 maggio 1973
3. Blue Prelude – 4:05 (Gordon Jenkins) – Registrato il 16 febbraio 1973; sovraincisioni del 23 febbraio e 23 aprile 1973
4. Sweet Hawaiian Sunshine – 2:42 (Tom Hobson) – Registrato il 5 ottobre 1973; sovraincisioni del 19 febbraio, 6 marzo, 18 aprile e 31 ottobre 1973
5. Hamar Promenade – 4:34 (Jorma Kaukonen) – Registrato il 20 maggio 1973

Edizione CD del 2003, pubblicato dalla BMG Heritage Records (07863 65139 2)
1. Genesis – 4:19 (Jorma Kaukonen)
2. I'll Be All Right – 3:08 (Jorma Kaukonen)
3. Song for the North Star – 2:52 (Jorma Kaukonen)
4. I'll Let You Know Before I Leave – 2:17 (Jorma Kaukonen)
5. Flying Clouds – 4:07 (Jorma Kaukonen)
6. Another Man Done Gone – 2:54 (Ruby Pickens Tart, Vera Hall, John Lomax, Alan Lomax)
7. I Am the Light of This World – 3:46 (Rev. Gary Davis)
8. Police Dog Blues – 3:45 (Blind Arthur Blake)
9. Blue Prelude – 4:05 (Gordon Jenkins)
10. Sweet Hawaiian Sunshine – 2:42 (Tom Hobson)
11. Hamar Promenade – 4:43 (Jorma Kaukonen)
12. Lord Have Mercy – 3:20 (Jorma Kaukonen) – Bonus Track - Registrato il 4 ottobre 1972
13. No Mail Today – 4:47 (Blind Johnny Davis) – Bonus Track - Registrato il 20 febbraio 1973
14. Midnight in Milpitas – 2:15 (Blind Johnny Davis) – Bonus Track - Registrato il 20 febbraio 1973
15. Barrier – 4:42 (Sconosciuto) – Bonus Track - Registrato il 31 ottobre 1972

## Musicisti
Genesis
- Jorma Kaukonen - voce, chitarra acustica
- Theressa Adams - violoncello
- Melinda Ross - violoncello
- Nancy Ellis - viola
- Miram Dye - viola
- Don Ehrlich - viola
- Mary Jo Ahlborn - viola
- Nathan Rubin - violino
- Thomas Halpin - violino
- Daniel Kobialka - violino
- Carl Pedersen - violino
- Eva Karasik - violino
- Anne Koh - violino

I'll Be All Right
- Jorma Kaukonen - voce, chitarra acustica, arrangiamenti

Song for the North Star
- Jorma Kaukonen - voce, chitarra acustica
- Theressa Adams - violoncello
- Melinda Ross - violoncello
- Nancy Ellis - viola
- Myram Dye - viola
- Don Ehrlich - viola
- Mary Jo Ahlborn - viola
- Nathan Rubin - violino
- Thomas Halpin - violino
- Daniel Kobialka - violino
- Carl Pedersen - violino
- Eva Karasik - violino
- Anne Kish - violino

I'll Let You Know Before I Leave
- Jorma Kaukonen - chitarra acustica
- Tom Hobson - chitarra acustica

Flying Clouds
- Jorma Kaukonen - voce, chitarra solista
- Theressa Adams - violoncello
- Melinda Ross - violoncello
- Edward Neff - fiddle
- Nancy Ellis - viola
- Myram Dye - viola
- Don Ehrlich - viola
- Mary Jo Ahlborn - viola
- Nathan Rubin - violino
- Thomas Halpin - violino
- Carl Pedersen - violino
- Eva Karasik - violino
- Anne Kish - violino
- Arthur Krebiel - corno francese

Another Man Done Gone
- Jorma Kaukonen - voce, chitarra acustica, chitarra slide a 12 corde

I Am the Light of This World
- Jorma Kaukonen - voce, chitarra acustica

Police Dog Blues
- Jorma Kaukonen - voce, chitarra acustica, arrangiamenti

Blue Prelude
- Tom Hobson - voce, chitarra acustica
- Jorma Kaukonen - chitarra acustica solista

Sweet Hawaiian Sunshine
- Tom Hobson - voce, chitarra acustica
- Gene Tortora - dobro

Hamar Promenade
- Jorma Kaukonen - voce, chitarra acustica
- Jorma Kaukonen - parti fingerstyle con chitarra ritmica e chitarra solista

Lord Have Mercy
- Jorma Kaukonen - chitarra acustica

No Mail Today
- Tom Hobson - voce, chitarra acustica
- Jorma Kaukonen - chitarra acustica solista

Midnight in Milpitas
- Tom Hobson - voce, chitarra acustica
- Jorma Kaukonen - chitarra acustica solista

Barrier
- Tom Hobson - voce, chitarra acustica

Note aggiuntive
- Jack Casady - produttore
- Maurice - coordinatore alla produzione
- Registrazioni effettuate al Wally Heider Studios di San Francisco, California
- Tom Salisbury - arrangiamenti strumenti ad arco (brani: Genesis, Song for the North Star e Flying Clouds)
- Mallory Earl - ingegnere delle registrazioni
- Jim Marshall - fotografie
- Margereta - copertina[6][7]